# Seestraße (Konstanz)

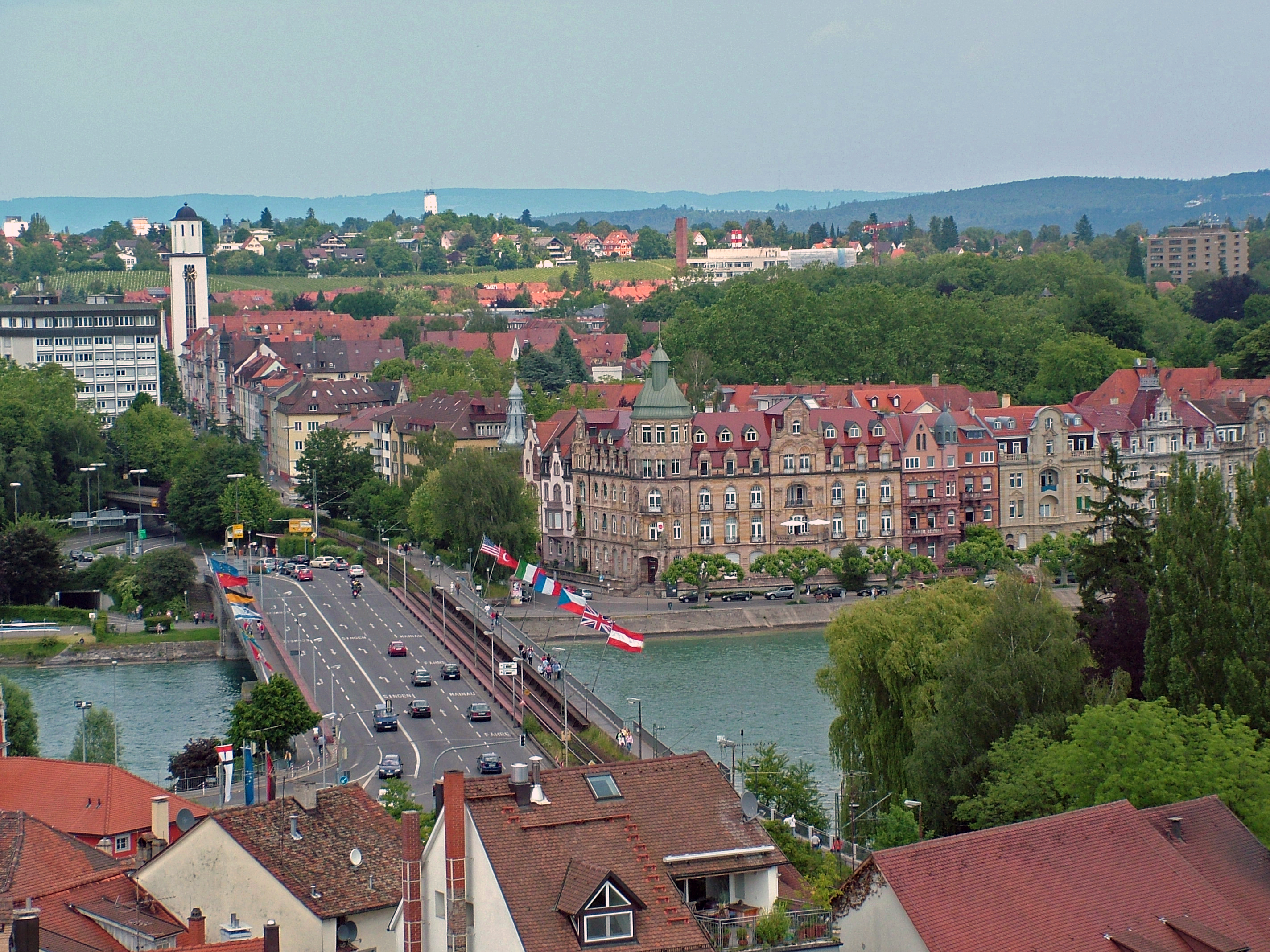
Stadt Konstanz, Blick vom Münsterturm zum Seerhein, Rheinbrücke und Seestraße

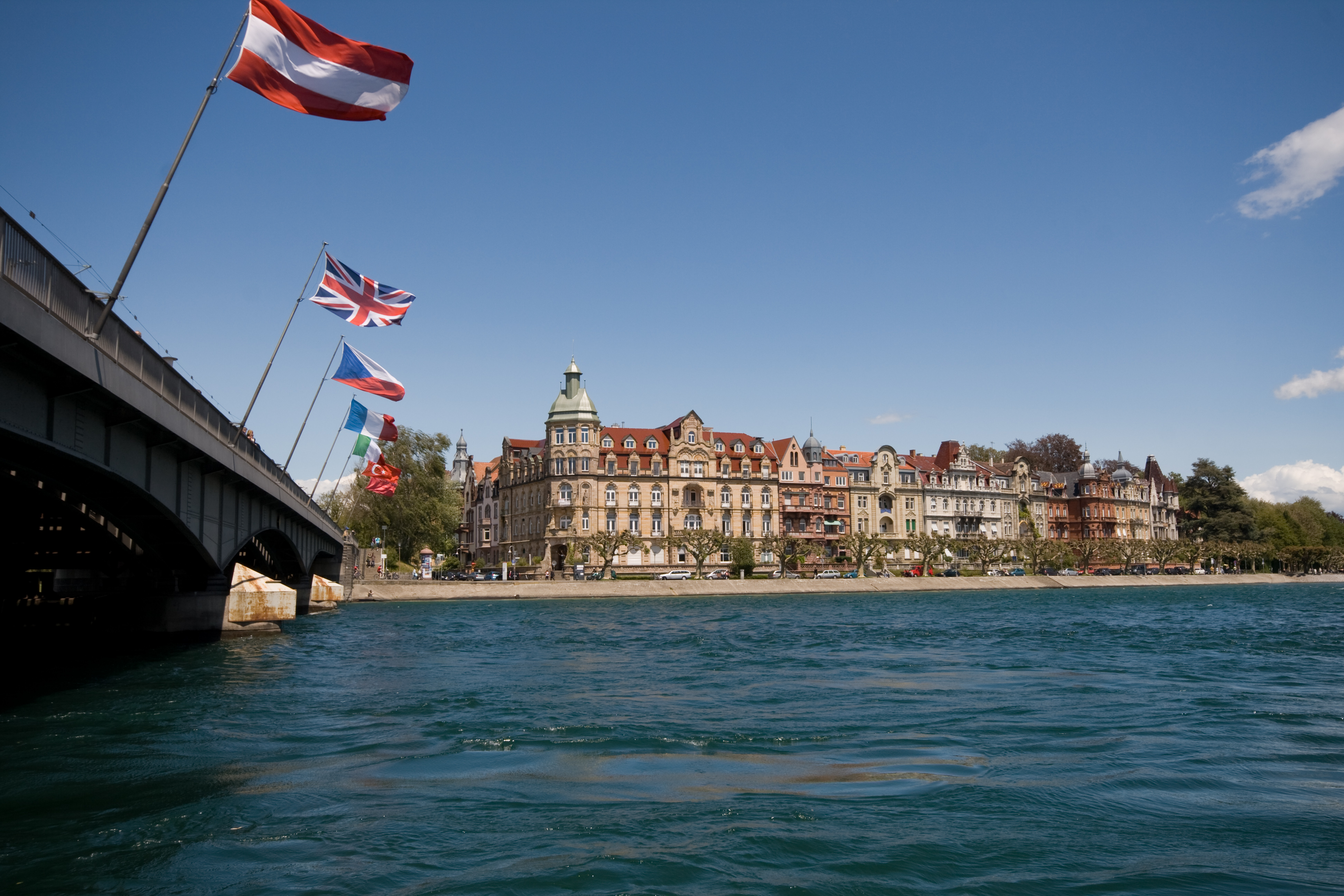
Panorama mit alter Rheinbrücke über Seerhein und Seestraße in Konstanz.

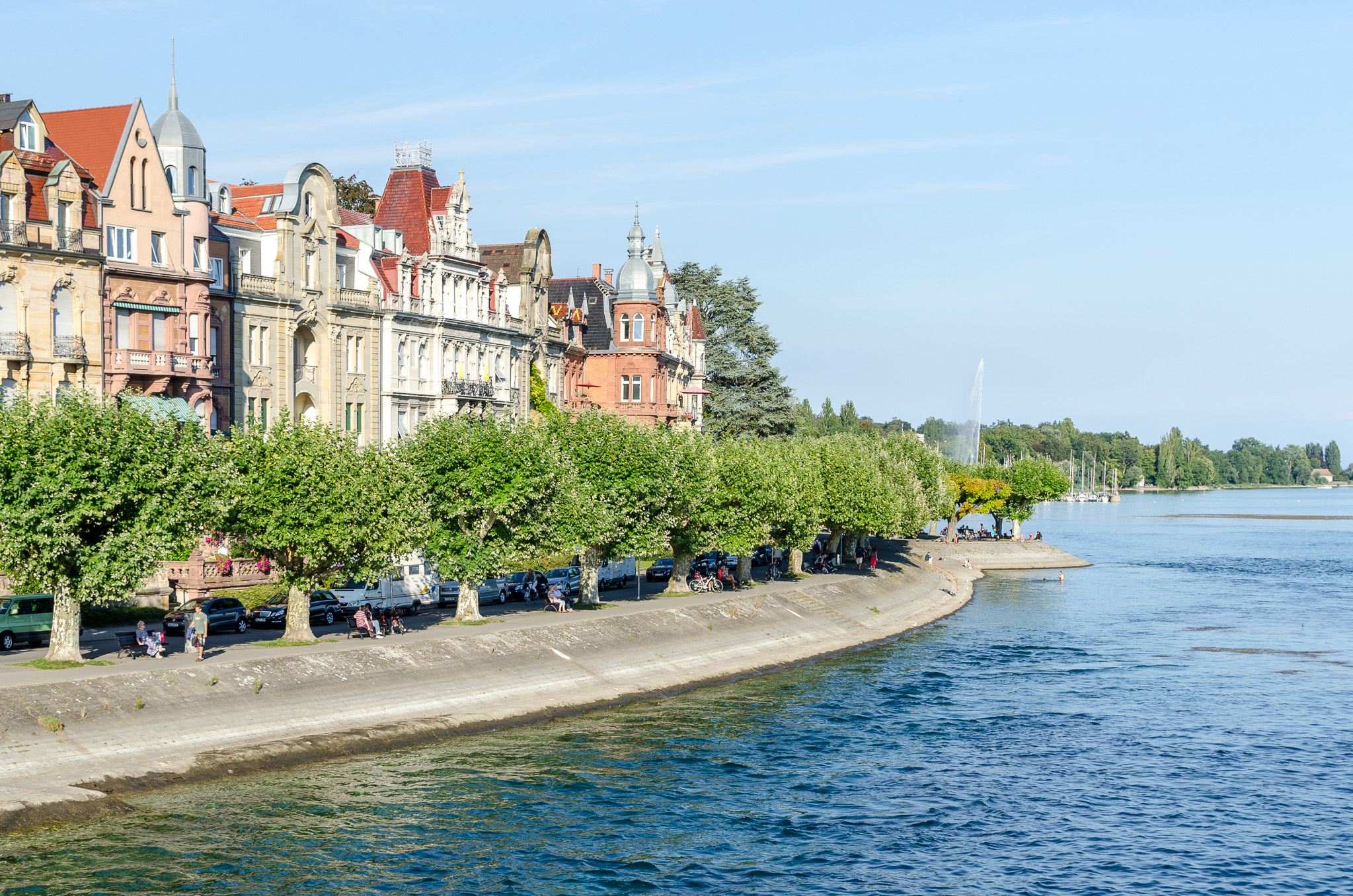
Platanen an der Seestraße in Konstanz

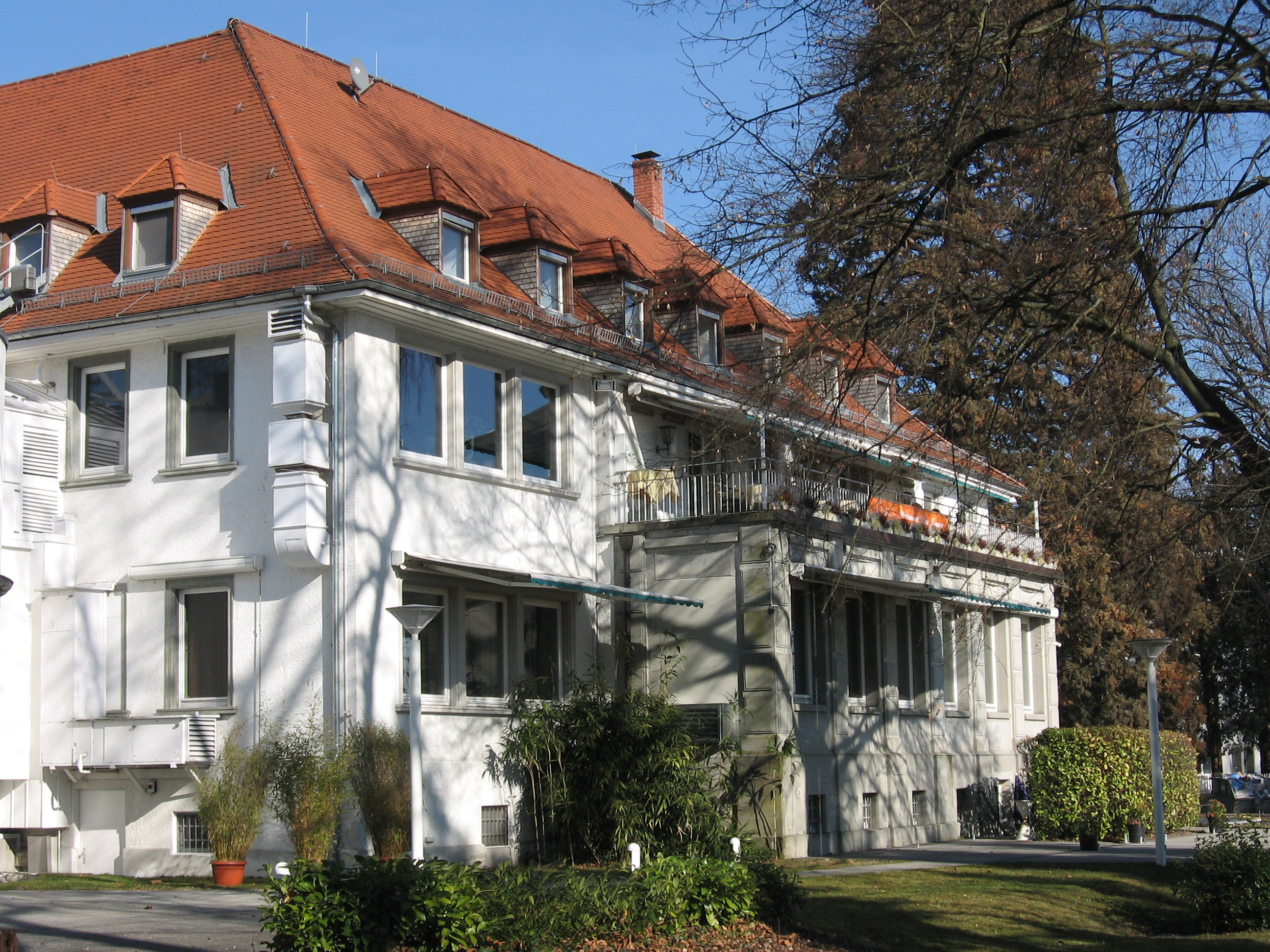
Casino Konstanz

Die Seestraße (Konstanz) ist eine Straße außerhalb der Altstadt von Konstanz im Stadtteil Petershausen-Ost am Ufer der Konstanzer Bucht des Bodensees.

## Struktur
Die Seestraße erstreckt sich von der Querstraße Conrad-Gröber-Straße unterhalb der Rheinbrücke Konstanz im Westen bis zur Querstraße Hebelstraße im Osten. Sie verläuft als Fahrstraße mit seeseitiger Fußgängerpromenade, die durch Platanen gesäumt ist. Das Gelände für die Straße wurde ab 1868 durch Aufschüttung gewonnen. Die Häuser 15, 21, 25, 27, 29 und 33  bestanden schon vor 1888. Die weitere Bebauung begann 1896. Vorübergehend, von 1939 bis 1945, wurde sie Adolf Hitler-Ufer benannt. Am Beginn der Straße stehen Häuser mit Jugendstilfassaden. Vor der Seestraße 29, der Villa Stux, liegen drei Stolpersteine für den ehemaligen Eigentümer Robert Stux, seine Frau und deren Schwester. Er musste unter Zwang die Villa verkaufen. Die Villa Prym in der Seestraße 33 ist in einem Stilmix von Neorenaissance und Jugendstil errichtet.

## Institutionen mit Publikumsverkehr
In der Seestraße sind Hotels und in der Mitte, in der Seestraße 21, das Spielcasino Konstanz beheimatet. Am Ende der Seestraße befindet sich der Konstanzer Yachtclub mit eigenem Hafen.

## Filme
- Gabriel van Helsing: Konstanz Seestraße mal anders bei YouTube